# George M. Cohan
George M. Cohan, nato George Michael Cohan (Providence, 3 luglio 1878 – New York, 5 novembre 1942), è stato un attore, scrittore e produttore teatrale statunitense di origine irlandese e cattolica: celebre cantante e ballerino, viene considerato il padre della commedia musicale americana ed anche uno dei più autorevoli impresari di Broadway.

## Biografia
George Michael Cohan, conosciuto come George M. Cohan, nacque a Providence nel 1878. Appartenente a una famiglia che lavorava nel vaudeville, cominciò fin da piccolo a lavorare nello spettacolo, esibendosi come ballerino nei Four Cohans, il gruppo composto da lui stesso, suo padre Jeremiah "Jere" (Keohane) Cohan (1848-1917), la madre "Nellie" Costigan Cohan (1854-1928) e la sorella Josephine "Josie" Cohan Niblo (1876-1916).
Cohan si mise subito in evidenza per le sue abilità di danzatore, riscuotendo successo anche come cantante di minstrel, diventando nel 1904 uno dei protagonisti della scena teatrale statunitense grazie allo spettacolo Little Johnny Jones.
Cohan divenne uno dei più stimati e prolifici autori di canzoni, con oltre 1500 titoli nella sua discografia. Gran parte del suo materiale musicale si caratterizzò per l'accattivante melodia e per la gradevolezza lirica. I suoi maggiori successi inclusero You're a Grand Old Flag, Forty-five Minutes from Broadway, Mary Is a Grand Old Name, The Warmest Baby In The Bunch, Life's A Funny Proposition After All, I Want to Hear a Yankee Doodle Tune, You Won't Do Any Business If You Haven't Got A Band, The Small Town Gal, I'm Mighty Glad I'm Living, That's All, That Haunting Melody, e la popolarissima Over There ("Laggiù"), canzone patriottica che diventò l'inno delle truppe americane durante la prima guerra mondiale. Il ritornello della canzone diceva:
“Laggiù, laggiù,
Fate girare la voce laggiù
Che gli yankee stanno arrivando, gli yankee stanno arrivando,
Dappertutto rullano i tamburi
Preparatevi dunque, dite una preghiera,
Fate girare la voce, che stiano attenti
Arriveremo, stiamo arrivando laggiù,
E non torneremo indietro finché non sarà finita, laggiù”
Dal 1906 al 1926 produsse assieme a Sam Harris vari spettacoli a Broadway e nel 1925 Cohan redasse una sua prima autobiografia intitolata, Twenty Years on Broadway and the Years It Took to Get There. La lunga serie di copioni ben scritti e fantasiosi, unita a una non comune carica di simpatia e alla capacità di dare un volto, un nome e una storia ai sentimenti comuni, resero Cohan uno dei più popolari personaggi americani della sua epoca. In questi anni si mise in luce con Broadway Jones (1912) incentrata sulla trasformazione del possesso e della ricchezza nel valore primario di vita, Madeleine and the Movies ("Maddalena ed il cinematografo", 1922) dedicata alla figlia, The Song ands the Dance Man ("L'attore") del 1925, ritratto di un presuntuoso guitto.

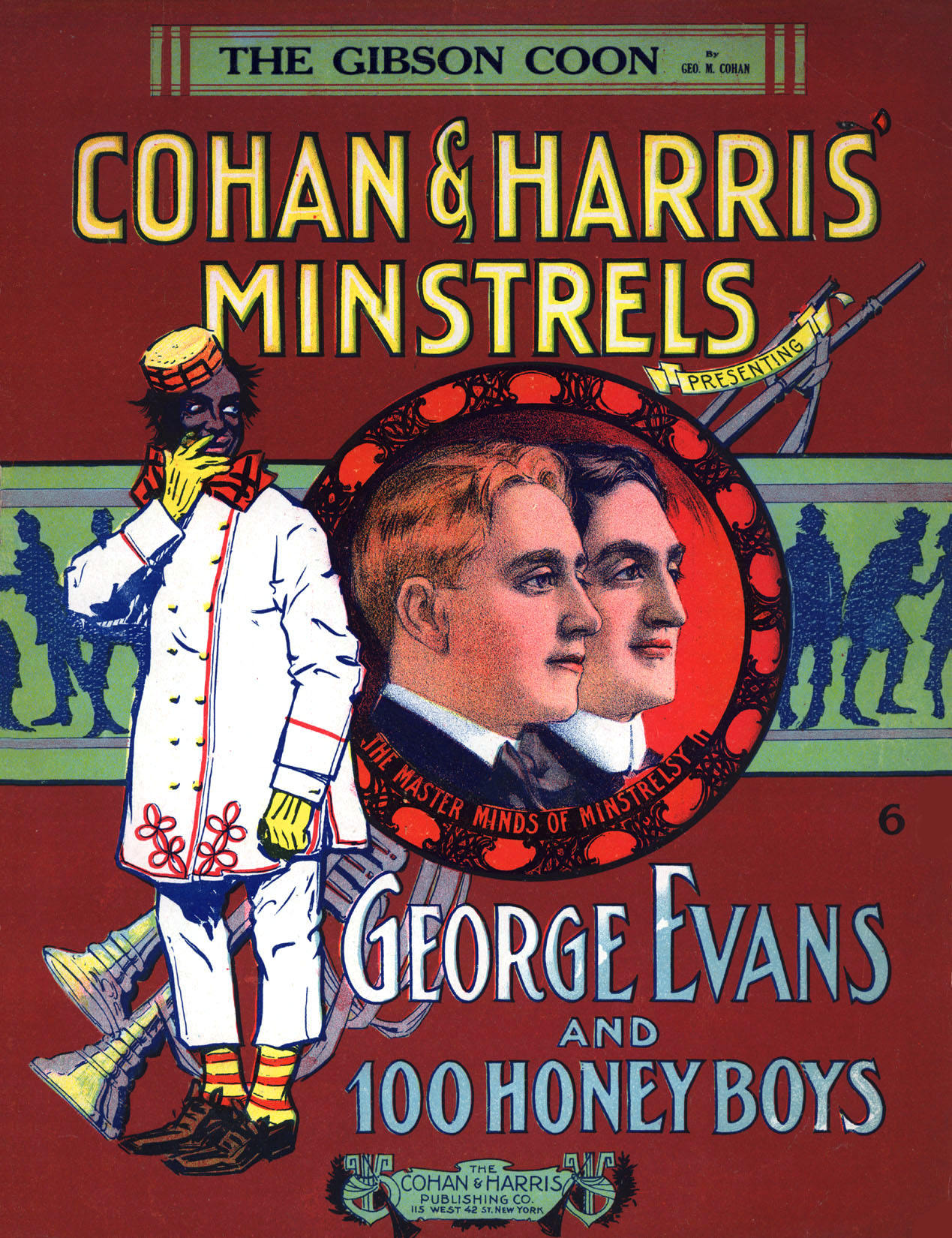
1908 Cohan & Sam Harris assieme alla star del minstrel show George "Honey Boy" Evans.

Negli anni trenta venne acclamato anche come attore drammatico durante la sua performance nell'opera di Eugene O'Neill intitolata Ah, Wilderness! In questo periodo continuò a fornire buone interpretazioni recitative ed a produrre allestimenti scenici pregevoli.
Cohan oltre alle doti artistiche dimostrò di essere anche un abile produttore e uomo di affari e nel 1936 il presidente Franklin Delano Roosevelt lo omaggiò della medaglia d'oro del Congresso per il suo contributo, per lo più morale, offerto durante la prima guerra mondiale, particolarmente apprezzato per alcune sue canzoni.
Risultò il primo artista a ricevere questa onorificenza, abitualmente distribuita a scienziati, militari, inventori e così via.
Nel 1942, la sua vita e le sue opere ispirarono il film Yankee Doodle Dandy di Michael Curtiz il cui titolo è parzialmente tratto da un suo vecchio successo. Sullo schermo, Cohan ha le fattezze di James Cagney.
Cohan morì all'età di 64 anni di cancro e, dopo un funerale con grande presenza popolare, venne inumato nel cimitero del Bronx in un mausoleo privato.

### Vita familiare

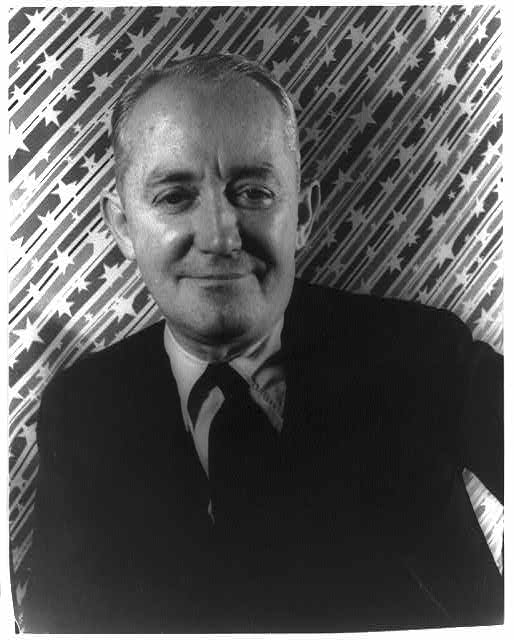
Cohan nel 1933, foto di Carl Van Vechten

Dal 1899 al 1907 Cohan fu sposato con Ethel Levey (1881-1955), un'attrice di musical, con la quale ebbe una figlia. Si risposò nuovamente nel 1907 con Agnes Mary Nolan (1883-1972), una sua partner nei primi anni di carriera. Dal secondo matrimonio, nacquero due figlie.
Era cognato del regista Fred Niblo che aveva sposato sua sorella Josephine.

## Premi e riconoscimenti
- Per il suo contributo all'industria cinematografica, gli venne assegnata una stella sulla Hollywood Walk of Fame al 6734 di Hollywood Blvd.[6]
- Il suo nome è stato inserito nella Songwriters Hall of Fame

## Filmografia

### Attore
- Actors' Fund Field Day - sé stesso cameo (1910)
- Hit-the-Trail Holliday, regia di Marshall Neilan (1918)
- Gambling, regia di Rowland V. Lee (1934)

### Sceneggiatore
- Hit-the-Trail Holliday, regia di Marshall Neilan - soggetto (1918)
- 45 Minutes from Broadway (o Forty-five Minutes from Broadway), regia di Joseph De Grasse - lavoro teatrale (1920)
- Seven Keys to Baldpate, regia di Fred C. Newmeyer - soggetto (1925)
- Le sette chiavi (Seven Keys to Baldpate), regia di Reginald Barker - soggetto dal suo testo teatrale (1929)
- Gambling, regia di Rowland V. Lee - soggetto (1934)

### Musica
- Ribalta di gloria (Yankee Doodle Dandy), regia di Michael Curtiz (1942)